# DEAR My SUN!!〜ムスコ★育成★狂騒曲〜
『DEAR My SUN!!〜ムスコ★育成★狂騒曲〜』（ディアマイサン ムスコ イクセイ カプリッチョ）は、ディースリー・パブリッシャーがPlayStation 2用ソフトとして発売した女性向け息子育成シミュレーションゲーム。2007年9月6日発売。
開発会社はヒューネックス。キャラクターデザイン・原画はさらちよみ。

## ゲームの特徴
本作は女性プレイヤー向けで、女性主人公が母親となって実の息子の双子のうち一人を育てる内容になっている。育成期間は3歳から18歳までで、プロデュース（育成）によって息子の性格が3パターンに変化し、将来が左右される。
主人公の旧姓と主人公と息子の名前は変更可能。

## ストーリー
両親はおらず姉とふたりで生きてきた相羽夏見は、通っていた四季ヶ原大学で考古学教授をしている遺跡マニアの変わり者、紫藤清四郎と出会い、猛烈なアタックを受け交際することになるが、紫藤家の当主である清四郎の母親は夏見の家柄に偏見を持ち交際を猛反対し、夏見を毛嫌いする。
しかし夏見の妊娠が発覚し、周りも渋々ふたりの仲を認めるが、出産直前に清四郎がエジプトに旅立つ。ひとりで双子の子供を生み、清四郎が戻るまでひとりで育てようとした夏見だったが、清四郎の母親にその状況を激怒され、双子は夏見側と紫藤家側でそれぞれ引き取ることになる。
愛する息子を引き離され傷心するが、いつか戻ってくる清四郎のためにも息子を立派に育てていこうと決意し、たくさんの問題を抱え逆境にありながらも意地と根性で育て上げるという挑戦を始める。

## 登場人物
紫藤 夏見（しどう なつみ）
本作の主人公であり双子の母。旧姓は相羽。
非常に明るい性格でどんな時でも諦めない鋼の精神を持つパワフルママ。家事全般はそつなくこなす。
両親を幼少時に失っており、その反動なのか一人でいる事を嫌う。清四郎が初めての恋人で恋愛経験が殆どない。かなり鈍いが容姿は良いらしくもてる。恋愛はとても一途で連絡もない清四郎を待ち続けている。
紫藤 雷斗（しどう らいと）
声：大浦冬華（3歳〜12歳）
主人公の息子で、双子の兄。
元気で物事ははっきり言うサバサバした性格。勉強よりも運動や外で遊ぶことの方が好き。主人公似。
13歳以降は下の3タイプの性格のどれかになる。
熱血
声：根本幸多
元気が取り得の熱血少年。勉強は嫌いだが運動は大好き。曲がった事は許せないタイプ。
頭で考えるよりも即行動なタイプで猪突猛進なところがある。
真面目
声：柿原徹也
好奇心旺盛で何事も進んでやる真面目な性格。細かい所にもよく気づく事ができる。
頭で考えてから行動するタイプでやや計画的なところがある。
クール
声：伊藤健太郎
何事にも無関心な一匹狼で自分からは行動しない。皮肉屋だが根は優しく母親思い。
思っていることをなかなか上手く伝えられないツンデレであるがそれ以上にピュアでもある。

紫藤 風斗（しどう ふうと）
声：野中藍（3歳〜12歳）
主人公の息子で、双子の弟。
兄とは正反対の性格で気が弱く人見知りをする。運動よりも家で読書をすることの方が好き。
また基本的に聞き分けがよく素直なため、抱え込みやすいタイプ。探究心の高さや頭の良さなどから清四郎似である。
13歳以降は下の3タイプの性格のどれかになる。
優しい
声：小野大輔
周りを和ませる優しい性格で、争いごとは苦手。父親の代わりになろうと頑張っている。
自分がマザコンであることを自覚して悩んでいたが開き直るようになる。
甘え
声：下和田裕貴
上目遣いで人に甘える事が上手でマイペース。他人に流されずわが道を行く。
おしゃれが大好きで母親とショッピングに行くのが大好き。
爽やか
声：岡本寛志
要領が良くさっぱりした性格。何でもこなす器用なタイプ。
基本は優しい態度だが時折腹黒い事を言ったりする。

紫藤 清四郎（しどう せいしろう）
声：竹本英史
主人公の夫で、双子の父。11歳年上で大学の考古学教授。学生だった夏見に一目ぼれし、猛アタックの末、結ばれる。
遺跡を愛する変わり者で実は夏見が初恋。頭も良く顔も良い。主人公の出産直前に発掘調査で姿を消してしまう。その後音信不通になる。
城錠 尚哉（じょうじょう なおや）
声：三浦祥朗
「城錠工務店」で働いている大工。無愛想だが面倒見はいい。死語を言う癖がある。実は主人公と面識があり、初恋の相手。
巻 進之介（まき しんのすけ）
声：関智一
四季ヶ原派出所で働く警察官。正義感の強い好青年だが実は元ヤン。ガッツマンと名乗りコスプレをして町の平和を守っている。甘いものが好きで「ッス」が口癖。
神楽 達芳（かぐら たつよし）
声：宮野真守
ゲーム会社の敏腕プログラマー。普段は自宅で仕事をしている。人付き合いが苦手で喋るのが遅く、「…かも？」が口癖。
辰波 悟（たつなみ さとる）
声：岸尾だいすけ
洋菓子店のオーナーで超一流のパティシエ。人当たりの良い性格だが女性が大好きでところかまわずモーションをかける。フランス語を喋るのが癖。
美崎 遼真（みさき りょうま）
声：遠近孝一
書道教室を開いている書道家の先生。大きな家系のお坊ちゃん。その風貌や物腰が生徒やその母親に人気があるが、抹茶を飲まないと禁断症状が出る変な体質。
吉良 雅伸（きら まさのぶ）
声：神谷浩史
美容院のオーナーであるカリスマ美容師。自分大好きなナルシスト。ただし物凄く努力するタイプで、人の目に付かない所で必死に練習を重ねる。センスのない人間や醜いものが大嫌いで、誰にでも罵倒を吐くドS。「デスい」が口癖。
MELODY（メロディ）（本名：吉祥寺 次郎）
声：子安武人
水晶を持ちネコドクロスーパーの前に現れる謎の男。自称「神」。予言と称し理解不能な事を言い放って月額315円を要求してくる。料理上手。口癖は「Qゥ！」。
ポンちゃん（本名：一本木 守）
声：阪口大助
秋月公園にテントを張って暮らしている自称「勇者」の少年。主人公を「ザコボス」と呼び、魔王を倒すために経験値を上げるため修行をしている。
堂島 恭也（どうじま きょうや）
声：楠大典
堂島医院の院長。清四郎の友人で、清四郎の性格にも動じない数少ない人物。主人公に対してよくアドバイスをくれる頼りになる存在。双子にとっては育ての父親的存在。
紫藤 幸四郎（しどう こうしろう）
声：織田優成
清四郎の弟。堅実・真面目で兄とは全く異なる性格。紫藤家に引き取られた側の息子のお世話係でもある。
剛徳寺 桜子（ごうとくじ さくらこ）
声：安井絵里
主人公とは大学からの同級生。学生時代清四郎の事が好きだった為何かと突っかかってくる。
家柄も良いお嬢様で世間知らず。主人公のことを「アメーバ」と呼ぶ。
剛徳寺 大地（ごうとくじ だいち）
声：安西英美（3〜12歳）、松原大典（13歳〜）
桜子の息子。母親から英才教育を受けているエリートお坊ちゃん。
母親からの影響か、息子をライバル視している。主人公に憧れている。
服部 冬美（はっとり ふゆみ）
声：庄司宇芽香
主人公の姉。いつも笑っているが時折核心をつく主人公のよき相談相手。
服部 空多（はっとり くうた）
声：安田早希（3〜12歳）、粕谷雄太（13歳〜）
冬美の息子。息子とは幼馴染み。息子のことは兄のような存在と思っており慕っている。

## 関連商品
DEAR My SUN!! 〜息子★恋愛★協奏曲〜
携帯電話のアプリゲームとして配信されている恋愛アドベンチャーゲーム。
DEAR My SUN!! 〜息子★育成★狂騒曲〜 オリジナル・ゲーム・サウンド・トラック
2007年10月発売。本作のサウンドトラックCD。
DEAR My SUN!! 公式ビジュアルファンブック
2007年11月発売。描き下ろしイラストやキャラクタープロフィール、ゲームの攻略などが載っている。ISBN 978-4-7577-3877-5
DEAR My SUN!! キャラクターソング&メッセージCD
2008年1月発売。本作に登場するキャラクターによる歌とメッセージが収録されたCD。収録内容が異なる『雷斗 Ver.』と『風斗 Ver.』の2種が発売されている。
DEAR My MOM!! 〜ホップ★ステップ★ライブ!〜イベントDVD
2008年5月発売。同年2月に行われたイベントの模様を収録したDVD。昼夜の公演を各1枚ずつ計2枚組で収録している。

## イベント
DEAR My MOM!! 〜ホップ★ステップ★ライヴ！〜
2008年2月10日に一ツ橋ホールで行われたライヴイベント。キャラクターソングやコントなどを披露。